# Tolve
Tolve – miejscowość i gmina we Włoszech, w regionie Basilicata, w prowincji Potenza. Według danych z 31 grudnia 2016 gminę zamieszkiwało 3240 osób.

## Miasta partnerskie
- Chieri, Włochy